# Stazione di San Martino in Gattara
La stazione di San Martino in Gattara è una stazione ferroviaria posta sulla ferrovia Faentina. Serve l'omonima frazione del comune di Brisighella.
Posta all'estremità meridionale della frazione, nei pressi del confine regionale con la Toscana, è dunque la prima stazione della linea in territorio romagnolo.

## Strutture e impianti
Presenta un'architettura nel fabbricato viaggiatori simile a quella delle principali stazioni della linea, compreso un piccolo magazzino merci.

## Movimento
La stazione è servita da treni regionali svolti da Trenitalia nell'ambito del contratto di servizio stipulato con la regione Toscana.
Nei giorni feriali fermano 9 coppie di treni, con una corsa supplementare da Faenza a Borgo San Lorenzo.
A novembre 2019, la stazione risultava frequentata da un traffico giornaliero medio di circa 63 persone (29 saliti + 34 discesi).

## Servizi
La stazione è classificata da RFI nella categoria bronze.